# Паранормальна фантастика
Паранормальна фантастика — жанр художньої літератури, сюжетні лінії якого обертаються навколо паранормального явища, такими як привиди, вампіри, перевертні, екстрасенси та інші істоти або сили, що не піддаються поясненню звичайними науковими законами. Цей жанр часто переплітається з елементами містики, жахів, романтики та пригод.

## Основні риси паранормальної фантастики
- Надприродні елементи — присутність істот або сил, які не є частиною реального світу — від магічних здібностей до паралельних вимірів.
- Реальний світ з фантастичними відхиленнями — дії можуть відбуватися в реалістичних умовах (сучасні міста, історичні епохи), але з впровадженням фантастичних подій.
- Часті поєднання з іншими жанрами — романтикою (паранормальний роман), трилерами, жахами або детективами.
- Зосередженість на таємниці, оскільки розкриття надприродних подій або розслідування незвичайних явищ є частиною сюжету.

У жанрі часто присутній психологічний аспект, коли важливу роль відіграє внутрішній світ персонажів. Часто герої стикаються з внутрішніми демонами, психічними розладами або ж просто намагаються збагнути власну природу в умовах незвичайних подій.

## Піджанри
- Паранормальний роман

## Телебачення
- «Секретні матеріали» — драматичний телевізійний серіал, у якому герої досліджують різні паранормальні явища.
- «Так дивно», пригодницьке драматичне телешоу Disney про неортодоксальну американську сім'ю та її досвід із паранормальними явищами, у головних ролях Маккензі Філліпс, Кара ДеЛізія та Алексз Джонсон.
- «Надприродне», телевізійна драма, в якій два брати борються з паранормальними силами.
- Шепіт з привидами
- «Річка» (американський телесеріал), нова телевізійна драма, в якій герої, які шукають зниклу людину в Амазонці, знаходять паранормальну істоту, яка загрожує їхньому життю.
- «Дивні дива» - серіал Netflix про зникнення маленького хлопчика та появу дивної дівчинки. Друзі, родина та місцевий шериф маленького хлопчика намагаються зрозуміти, що відбувається, змагаючись із часом і урядовцями, які намагаються їх зупинити.

## Фільми
- «Екзорцист», фільм жахів 1973 року.
- «Полтергейст», фільм жахів 1982 року.
- «Істота», фільм 1982 року про матір-одиначку, яку неодноразово ґвалтував дух.
- «Мисливці на привидів», пригодницька комедія 1984 року про трьох безробітних професорів парапсихології, які створили унікальну службу з видалення привидів.
- «Мисливці на привидів 2», продовження першого фільму 1989 року.
- «Мисливці на привидів: З того світу», продовження першого фільму 2021 року.
- «Мисливці на привидів» (2016), ремейк першого фільму.
- «Паранормальне явище», фільм жахів 2007 року.